# Лавренов Сергій Петрович
Сергій Петрович Лавренов (нар. 16 серпня 1972, Вітебськ, Білоруська РСР) — білоруський важкоатлет, бронзовий призер Олімпійських ігор 2000 року, чемпіон Європи.

## Біографія
Сергій Лавренов народився 16 серпня 1972 року в місті Вітебськ. В цьому місті і почав займатися важкою атлетикою. Першим вагомим досягненням спортсмена стала бронзова медаль чемпіонату Європи у 1992 році. У 1993 році його було звинувачено у вживанні допінгу, та дискваліфіковано на чотири роки. Переїхав у місто Новополоцьк, та почав тренуватися у Віктора Шершукова. У 1998 році виграв ще одну бронзову медаль чемпіонату Європи, тоді як на чемпіонаті світу став сьомим. У 1999 році не зумів підняти вагу в поштовху на чемпіонаті Європи, а на чемпіонаті світу став шостим. У 2000 році став чемпіоном Європи, а також на Олімпійських іграх показав найкращий результат у кар'єрі, ставши бронзовим призером змагань. 
З сезону 2003 року повернувся до активних змагань. На чемпіонаті світу в Ванкувері став дев'ятим. На чемпіонат Європи 2004 року, що відбувався у Києві, став бронзовим призером. Взяв участь у Олімпійських іграх в Афінах, де показав шостий результат. Після цих змагань вирішив завершити спортивну кар'єру.

## Результати
| Рік              | Місце             | Вага             | Ривок            | Ривок            | Ривок            | Ривок            | Поштовх          | Поштовх          | Поштовх          | Поштовх          | Загалом          | Місце            |
| Рік              | Місце             | Вага             | 1                | 2                | 3                | Місце            | 1                | 2                | 3                | Місце            | Загалом          | Місце            |
| Олімпійські ігри | Олімпійські ігри  | Олімпійські ігри | Олімпійські ігри | Олімпійські ігри | Олімпійські ігри | Олімпійські ігри | Олімпійські ігри | Олімпійські ігри | Олімпійські ігри | Олімпійські ігри | Олімпійські ігри | Олімпійські ігри |
| ---------------- | ----------------- | ---------------- | ---------------- | ---------------- | ---------------- | ---------------- | ---------------- | ---------------- | ---------------- | ---------------- | ---------------- | ---------------- |
| 2004             | Афіни, Греція     | до 69 кг         | 147.5            | 152.5            | 152.5            | —                | 170.0            | 170.0            | 170.0            | —                | 317.5            | 6                |
| 2000             | Сідней, Австралія | до 69 кг         | 152.5            | 157.5            | 163.0            | —                | 182.5            | 187.5            | 187.5            | —                | 340.0            | 3                |
| Чемпіонат світу  |                   |                  |                  |                  |                  |                  |                  |                  |                  |                  |                  |                  |
| 2003             | Ванкувер, Канада  | до 69 кг         | 135.0            | 142.5            | 150.0            | 4                | 160.0            | 170.0            | 170.0            | 20               | 320.0            | 9                |
| 1999             | Афіни, Греція     | до 69 кг         | 145.0            | 150.0            | 155.0            | 6                | 170.0            | 177.5            | 182.5            | 6                | 332.5            | 6                |
| 1998             | Лахті, Фінляндія  | до 69 кг         | 145.0            | 150.0            | 155.0            | 4                | 170.0            | 175.0            | 180.0            | 12               | 330.0            | 7                |